# Archivio nazionale (Paesi Bassi)
L'Archivio nazionale (in olandese: Nationaal Archief, o NA) è l'archivio di Stato dei Paesi Bassi ed ha sede a L'Aia.

## Storia
Nel 1802 Hendrik van Wijn, archivista della Repubblica Batava (archivarius der Bataafsche Republiek) e dell'Olanda (archivarius van Holland), diede inizio all'elaborazione di un sistema di archivi pubblici nei Paesi Bassi. Dopo che nel 1890 l'ultimo archivio provinciale fu trasformato in un archivio di stato, l'Archivio di Stato locale dell'Aia (Rijksarchief te 's-Gravenhage) divenne nel 1913 l'Archivio Nazionale Generale, con a capo l'archivista nazionale generale (algemene rijksarchivaris).

## Patrimonio
L'Archivio custodisce i documenti prodotti dai seguenti enti:
- organi centrali del Regno dei Paesi Bassi, dei suoi predecessori, fra cui gli Stati Generali della Repubblica delle Sette Province Unite, e delle sue colonie;
- enti locali della contea d'Olanda e delle province d'Olanda settentrionale e meridionale;
- la Compagnia Olandese delle Indie Orientali (Vereenigde Oostindische Compagnie) il cui archivio è stato inserito nella Memoria del mondo dell'UNESCO[1];
- persone di particolare importanza;
- società ed organizzazioni come la Nederlandsche Handel-Maatschappij ("Società olandese di Commercio", 1824-1964) e la federazione calcistica (Koninklijke Nederlandse Voetbalbond).
- Il patrimonio dell'ANEFO, la storica agenzia di stampa olandese della seconda metà del Novecento.

Le Antille Olandesi avevano un archivio di stato separato, che è stato smembrato quando si sono divise le Antille Olandesi.